# Kiasm
Kiasm (av den grekiska bokstaven χ, chi) är en stilfigur med spegelartad konstruktion. Ordet betyder egentligen "korsställning". Kiasmen kommer ur den senare delen av den retoriska traditionen och förekommer ofta i bland annat Bibeln, Shakespeares Hamlet och Homeros Iliaden. Formen för en kiasm är uppbyggd enligt modellen A B B A. Först finns en sats med en viss struktur, till exempel ”fråga inte vad (A) ditt land kan göra för (B) dig”. I nästföljande sats har orden skiftat plats ”utan fråga istället vad (B) du kan göra för (A) ditt land”. Ett spegelförhållande råder alltså mellan vissa delar av orden i satserna. 
Det behöver inte bara vara ord, utan även idéer och grammatiska strukturer bygger upp kiasmen. I vissa fall kan även utelämnade satser i meningar utgöra delar av kiasmen.  (A är implicit) Stop climate (B) change before it (B) changes (A) you. Även ett palindrom kan betecknas som en kiasm, vilket innebär att Ola Salo är en kiasm.
Kiastisk konstruktion är en del av stilfiguren där längre texter, exempelvis händelser, kan upprepas i omvänd ordning: 
”Mannen gick in i rummet. Han hälsade på alla, sedan satte han sig, 
bara för att genast resa sig igen, hälsa ännu en gång och gå raka vägen ut.”

## Utformning
När en kiasm utformas bör den ha formen av en ståndpunktsprecisering. Den ger då ett intryck av att vara ordnad och avrundad. Effekten kan bli att uttalandet blir ordspråksmässigt och därför uppfattas kiasmen, i förlängningen, som en sanning. När mönstret upprepas men ändå bryts, genom att ordens ordning omkastas, uppstår ett spänningstillstånd som försvinner först när hela satsen är uttalad. Att använda kiasmen efter en hopning eller stegring kan få ordföljden att sätta sig hos publiken.

## Problematisering och likhet
Ett problem med kiasmen är dess likhet med stilfiguren antimetabole. Antimetabolen har ett mönster som innebär att orden inte ändras eller böjs. Det ger den en snävare form än vad kiasmen är. Kiasmen har alltså en mer utvidgad korsställning av språkliga element än vad antimetabolen har.

## Exempel
- Prologen i Johannesevangeliet, 1:1–18, mening för mening.

- ”Om inte Muhammed kan komma till berget, får berget komma till Muhammed.” — gammalt ordspråk

- ”En för alla, alla för en.” — Alexandre Dumas den äldre, De tre musketörerna

- ”En pessimist ser svårigheter i varje möjlighet, en optimist ser möjligheter i varje svårighet.” — Winston Churchill

- ”Fråga inte vad ditt land kan göra för dig – fråga vad du kan göra för ditt land.” — John F. Kennedy

- ”Makt utan ansvar är livsfarligt; ansvar utan makt är meningslöst.” — Ulf Kristersson, intervju med Henrik Jönsson på 100%

## Jämför med
- Chiasma optica
- Parallellism